# Keiō Inokashira-Linie
| Triebzug der Baureihe 1000 bei Mitakadai |                   |                                       |                                       |
| Streckenlänge: | 12,7 km           |                                       |                                       |
| Spurweite: | 1067 mm (Kapspur) |                                       |                                       |
| Stromsystem: | 1500 V =          |                                       |                                       |
| Streckengeschwindigkeit: | 90 km/h           |                                       |                                       |
| Zweigleisigkeit: | ganze Strecke     |                                       |                                       |
| |                   |                                       |                                       |
| Gesellschaft: | Keiō Dentetsu     |                                       |                                       |
| \| \| 0,0 \| Shibuya (渋谷) \| 1933– \| \| \| \| Shibuya-Tunnel \| \| \| \| \| ↔ Tōkyū Den’entoshi-Linie \| \| \| \| 0,5 \| Shinsen (神泉) \| 1933– \| \| \| \| \| \| \| \| 1,2 \| Tōdaimae (東大前) \| –1965 \| \| \| 1,4 \| Komaba-Tōdaimae \| Komaba-Tōdaimae \| \| \| \| (駒場東大前) \| 1965– \| \| \| 1,6 \| Komaba (駒場) \| –1965 \| \| \| 2,4 \| Ikenoue (池ノ上) \| 1933– \| \| \| \| ↔ Odakyū Odawara-Linie \| \| \| \| \| ↔ Odakyū Odawara-Linie (alte Strecke) \| \| \| \| 3,0 \| Shimo-Kitazawa (下北沢) \| 1927– \| \| \| \| → Shirota-Anschlusslinie \| \| \| \| 3,5 \| Shindaita (新代田) \| 1933– \| \| \| 4,0 \| Higashi-Matsubara (東松原) \| 1933– \| \| \| \| ↔ Keiō-Linie \| 1913– \| \| \| 4,9 \| Meidaimae (明大前) \| 1933– \| \| \| \| Shinjuku-Autobahn \| \| \| \| \| Kanda-gawa \| \| \| \| 6,0 \| Eifukuchō (永福町) \| 1933– \| \| \| \| \| \| \| \| \| Betriebswerk Eifukuchō \| –1970 \| \| \| 6,7 \| Nishi-Eifuku (西永福) \| 1933– \| \| \| 7,5 \| Hamadayama (浜田山) \| 1933– \| \| \| 8,7 \| Takaido (高井戸) \| 1933– \| \| \| 9,4 \| Fujimigaoka (富士見ヶ丘) \| 1933– \| \| \| \| \| \| \| \| \| Betriebswerk Fujimigaoka \| 1970– \| \| \| 10,2 \| Kugayama (久我山) \| 1933– \| \| \| \| Kanda-gawa \| \| \| \| 11,2 \| Mitakadai (三鷹台) \| 1933– \| \| \| 12,1 \| Inokashira-kōen (井の頭公園) \| 1933– \| \| \| \| \| \| \| \| \| ←↓ Chūō-Hauptlinie \| 1889– \| \| \| 12,7 \| Kichijōji (吉祥寺) \| 1934– \| |                   |                                       |                                       |
| Strecke (im Tunnel) · Kopfbahnhof Streckenanfang | 0,0               | Shibuya (渋谷)                        | 1933–                                 |
| Strecke (im Tunnel) · Tunnelanfang |                   | Shibuya-Tunnel                        | Shibuya-Tunnel                        |
| Strecke nach links (im Tunnel) · Kreuzung mit Tunnelstrecke (im Tunnel) |                   | ↔ Tōkyū Den’entoshi-Linie             | ↔ Tōkyū Den’entoshi-Linie             |
| Haltepunkt / Haltestelle Streckenende und Streckenanfang (im Tunnel) | 0,5               | Shinsen (神泉)                        | 1933–                                 |
| Tunnelende |                   |                                       |                                       |
| ehemaliger Haltepunkt / Haltestelle | 1,2               | Tōdaimae (東大前)                     | –1965                                 |
| Haltepunkt / Haltestelle | 1,4               | Komaba-Tōdaimae                       | Komaba-Tōdaimae                       |
| Strecke |                   | (駒場東大前)                          | 1965–                                 |
| ehemaliger Haltepunkt / Haltestelle | 1,6               | Komaba (駒場)                         | –1965                                 |
| Haltepunkt / Haltestelle | 2,4               | Ikenoue (池ノ上)                      | 1933–                                 |
| Bahnhof quer (im Tunnel) · Kreuzung mit Tunnelstrecke · Strecke quer (im Tunnel) |                   | ↔ Odakyū Odawara-Linie                | ↔ Odakyū Odawara-Linie                |
| Bahnhof quer (Strecke außer Betrieb) · Kreuzung geradeaus oben (Querstrecke außer Betrieb) · Abzweig quer und von links (Strecke außer Betrieb) |                   | ↔ Odakyū Odawara-Linie (alte Strecke) | ↔ Odakyū Odawara-Linie (alte Strecke) |
| Bahnhof · Strecke (außer Betrieb) | 3,0               | Shimo-Kitazawa (下北沢)               | 1927–                                 |
| |                   | → Shirota-Anschlusslinie              |                                       |
| Haltepunkt / Haltestelle | 3,5               | Shindaita (新代田)                    | 1933–                                 |
| Haltepunkt / Haltestelle | 4,0               | Higashi-Matsubara (東松原)            | 1933–                                 |
| Kreuzung geradeaus unten |                   | ↔ Keiō-Linie                          | 1913–                                 |
| | 4,9               | Meidaimae (明大前)                    | 1933–                                 |
| |                   | Shinjuku-Autobahn                     |                                       |
| Brücke über Wasserlauf |                   | Kanda-gawa                            | Kanda-gawa                            |
| Bahnhof | 6,0               | Eifukuchō (永福町)                    | 1933–                                 |
| |                   |                                       |                                       |
| Betriebsstelle Streckenende (Strecke außer Betrieb) · Strecke |                   | Betriebswerk Eifukuchō                | –1970                                 |
| Haltepunkt / Haltestelle | 6,7               | Nishi-Eifuku (西永福)                 | 1933–                                 |
| Haltepunkt / Haltestelle | 7,5               | Hamadayama (浜田山)                   | 1933–                                 |
| Haltepunkt / Haltestelle | 8,7               | Takaido (高井戸)                      | 1933–                                 |
| Haltepunkt / Haltestelle | 9,4               | Fujimigaoka (富士見ヶ丘)              | 1933–                                 |
| |                   |                                       |                                       |
| Strecke · Betriebsstelle Streckenende |                   | Betriebswerk Fujimigaoka              | 1970–                                 |
| Haltepunkt / Haltestelle | 10,2              | Kugayama (久我山)                     | 1933–                                 |
| Brücke über Wasserlauf |                   | Kanda-gawa                            | Kanda-gawa                            |
| Haltepunkt / Haltestelle | 11,2              | Mitakadai (三鷹台)                    | 1933–                                 |
| Haltepunkt / Haltestelle | 12,1              | Inokashira-kōen (井の頭公園)          | 1933–                                 |
| Brücke über Wasserlauf |                   |                                       |                                       |
| Strecke von rechts · Strecke |                   | ←↓ Chūō-Hauptlinie                    | 1889–                                 |
| | 12,7              | Kichijōji (吉祥寺)                    | 1934–                                 |

Die Keiō Inokashira-Linie (jap. 京王井の頭線, Keiō Inokashira-sen) ist eine Eisenbahnstrecke auf der japanischen Insel Honshū, die von der Bahngesellschaft Keiō Dentetsu betrieben wird. In der Präfektur Tokio verbindet sie den im Stadtzentrum Tokios gelegenen Bahnhof Shibuya mit der Stadt Musashino. Benannt ist sie nach dem Inokashira-Park.

## Beschreibung

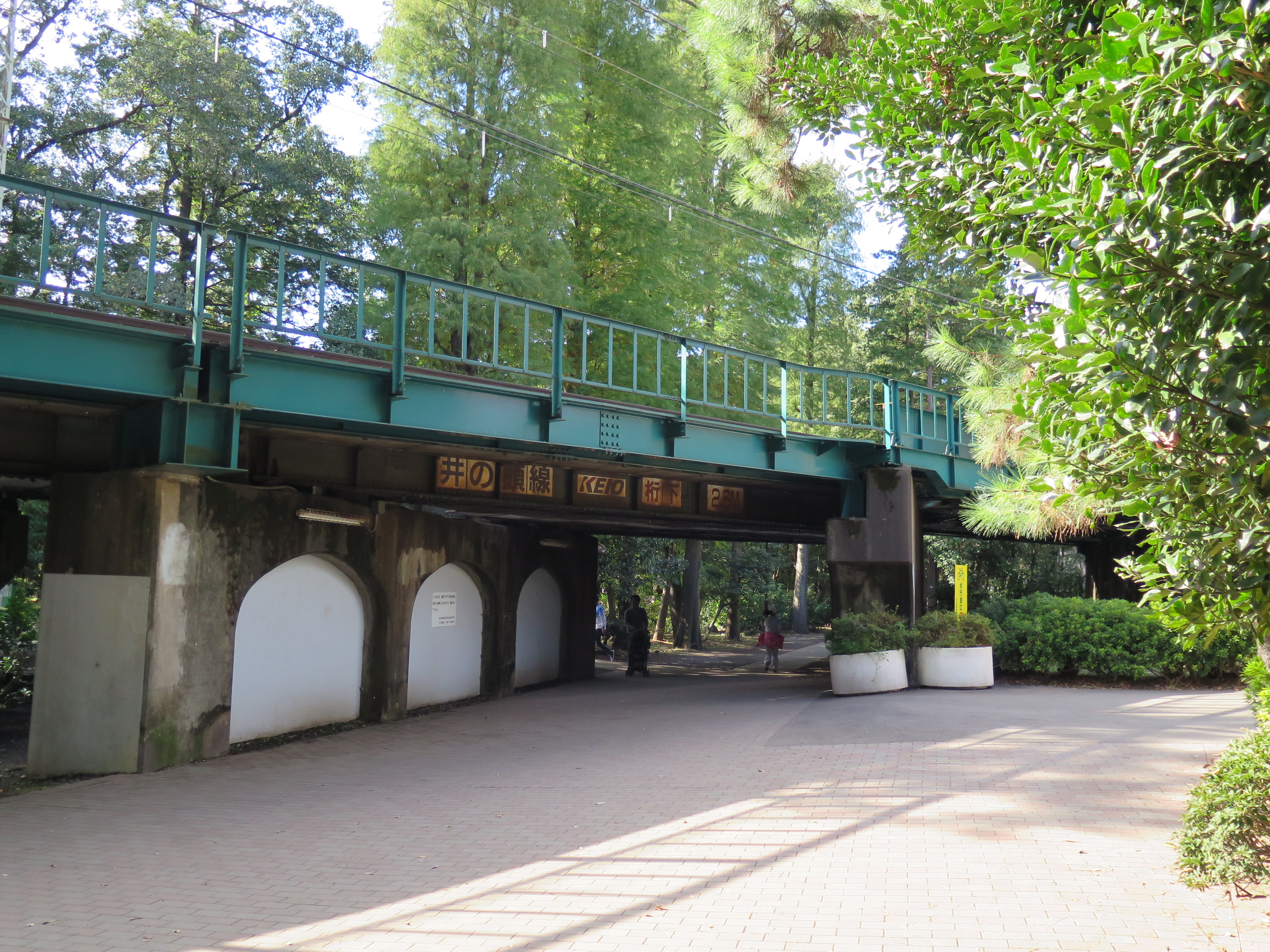
Brücke im Inokashira-Park

Die 12,7 km lange und durchgehend zweigleisig ausgebaute Strecke ist mit 1500 V Gleichspannung elektrifiziert. Sie bedient 17 Bahnhöfe, die Höchstgeschwindigkeit beträgt 90 km/h. Im Gegensatz zu allen anderen Linien der Keiō Dentetsu ist die Inokashira-Linie nicht in der so genannten „schottischen Spur“ (1372 mm) verlegt, sondern in Kapspur (1067 mm). Es besteht keine Gleisverbindung zu anderen Strecken, somit ist die Inokashira-Linie ein Inselbetrieb mit vollständig autonomer Infrastruktur. Sie erschließt die Tokioter Bezirke Shibuya, Meguro, Setagaya und Suginami sowie die Vorstädte Mitaka und Musashino.
Der östliche Ausgangspunkt ist der Bahnhof Shibuya. Dort befinden sich die Gleise der Inokashira-Linie im ersten Obergeschoß des Einkaufszentrums Shibuya Mark City, etwa 150 Meter westlich des Bahnhofteils von JR East. Unterhalb angrenzender Gebäude tritt die Strecke in einen Tunnel ein. Der nachfolgende Bahnhof Shinsen liegt je zur Hälfte in einem Einschnitt und einem weiteren kurzen Tunnel. Vorbei am Komaba-Campus der Universität Tokio steigt die Strecke allmählich zum Musashino-Plateau an. Während die Trasse Hauptstraßen unter- oder überquert, befinden sich an den Kreuzungen mit Nebenstraßen überwiegend höhengleiche Bahnübergänge. Im Bahnhof Meidaimae nahe der Meiji-Universität kann zum anderen Teilnetz der Keiō Dentetsu umgestiegen werden. Die Strecke wendet sich von Westen nach Nordwesten und führt durch das Tal des Kanda. Kurz nach dem Bahnhof Fujimigaoka folgt das Betriebswerk der Linie. Nachdem sie das östliche Ende des Inokashira-Parks passiert hat, endet sie beim Bahnhof Kichijōji in einem weiteren Einkaufszentrum.

## Züge
Der Fahrplan auf der Keiō Inokashira-Linie ist sehr dicht. Er umfasst Nahverkehrszüge mit Halt an allen Bahnhöfen (各駅停車, Kakueki-teisha) und Schnellzüge (急行, Kyūkō), wobei alle die gesamte Strecke befahren. Letztere halten unterwegs nur in Shimo-Kitazawa, Meidaimae, Eifukuchō und Kugayama. An Werktagen verkehren beide Zugtypen tagsüber abwechselnd alle acht Minuten, was insgesamt einen Vierminutentakt ergibt. Während der morgendlichen Hauptverkehrszeit fahren nur Nahverkehrszüge, in einem Zwei- bis Vierminutentakt. Die abendliche Hauptverkehrszeit bietet abwechselnd Nahverkehrs- und Schnellzüge alle sechs Minuten (insgesamt alle drei Minuten). An Wochenenden und Feiertagen verkehren Nahverkehrs- und Schnellzüge bis 19:00 Uhr abwechselnd alle acht Minuten (insgesamt alle vier Minuten), abends abwechselnd alle zehn Minuten (insgesamt fünf Minuten).

## Geschichte
Zu Beginn der Shōwa-Zeit wurden kurz hintereinander zwei Bahngesellschaften gegründet, die neue Bahnstrecken zur Erschließung der rasch wachsenden Vororte südwestlich von Tokio errichten wollten: die Shibuya Kyūkō Denki Tetsudō (渋谷急行電気鉄道, dt. „Elektrische Schnellbahn Shibuya“) am 28. Juli 1927 und die Tōkyō Kōgai Tetsudō (東京郊外鉄道, dt. „Tokioter Vorortebahn“) am 24. September 1928. Aufgrund der im Jahr 1929 einsetzenden Weltwirtschaftskrise konnten sie ihre Vorhaben nicht in der geplanten Form verwirklichen. Sie schlossen sich am 1. Februar 1931 zusammen und firmierten ab 19. Juni 1933 unter der Bezeichnung Teito Dentetsu (帝都電鉄, dt. „Elektrische Reichshauptstadtbahn“). Grund dafür war der nicht mehr zutreffende Namensbestandteil Kōgai („Vorort“), da die meisten zu erschließenden Gemeinden 1932 in die Stadt Tokio eingemeindet worden waren.
Die Bahngesellschaft stand unter der Kontrolle des Energieversorgungsunternehmens Kinugawa Suiryoku. Wegen der hohen zu erwartenden Kosten beschränkte sie sich auf die Errichtung der Shibuya-Linie (渋谷線, Shibuya-sen) und ließ alle anderen Projekte fallen. Im Juli 1931 begannen die Bauarbeiten. Der Abschnitt zwischen dem Bahnhof Shibuya und Inokashira-kōen wurde am 1. August 1933 eröffnet, am 1. April 1934 folgte der Abschnitt zum Bahnhof Kichijōji. 1940 erloschen die ungenutzt gebliebenen Konzessionen. Am 1. Mai desselben Jahres fusionierte die Teito Dentetsu mit der Odawara Kyūkō Tetsudō, einem weiteren Bahnunternehmen unter dem Dach der Kinugawa Suiryoku. Da die Muttergesellschaft aufgrund der Zwangsverstaatlichung der Elektrizitätswirtschaft ihr Hauptgeschäft verlor, schloss sie sich mit ihrer Tochtergesellschaft zusammen. woraus am 1. März 1941 die Odakyū Dentetsu entstand. Die Strecke erhielt die neue kurzlebige Bezeichnung Teito-Linie (帝都線, Teito-sen).
Nach Ausbruch des Pazifikkriegs strebte die japanische Regierung danach, die Effizienz kleinerer privater Verkehrsunternehmen zu steigern. Zu diesem Zweck erließ sie 1938 das „Gesetz zur Koordination von Landverkehrsunternehmen“, was es ihr ermöglichte, insbesondere in den Ballungsräumen Fusionen zu größeren Einheiten anzuordnen. Am 1. Mai 1942 schloss sich die Odakyū Dentetsu mit Konkurrenzunternehmen zusammen und ging im Daitōkyū-Konglomerat auf, das nun den überwiegenden Teil des nichtstaatlichen Bahnverkehrs im Südwesten des Ballungsraumes Tokio kontrollierte. Gleichzeitig erfolgte die Umbenennung der Strecke in Inokashira-Linie. Mit zunehmend schlechter werdendem Kriegsverlauf erlitt sie wiederholt schwere Schäden durch Luftangriffe der United States Army Air Forces. Besonders schwerwiegend war der Angriff auf die Betriebswerkstatt Eifukuchō am 25. Mai 1945, als 23 der 29 dort abgestellten Wagen ausbrannten.

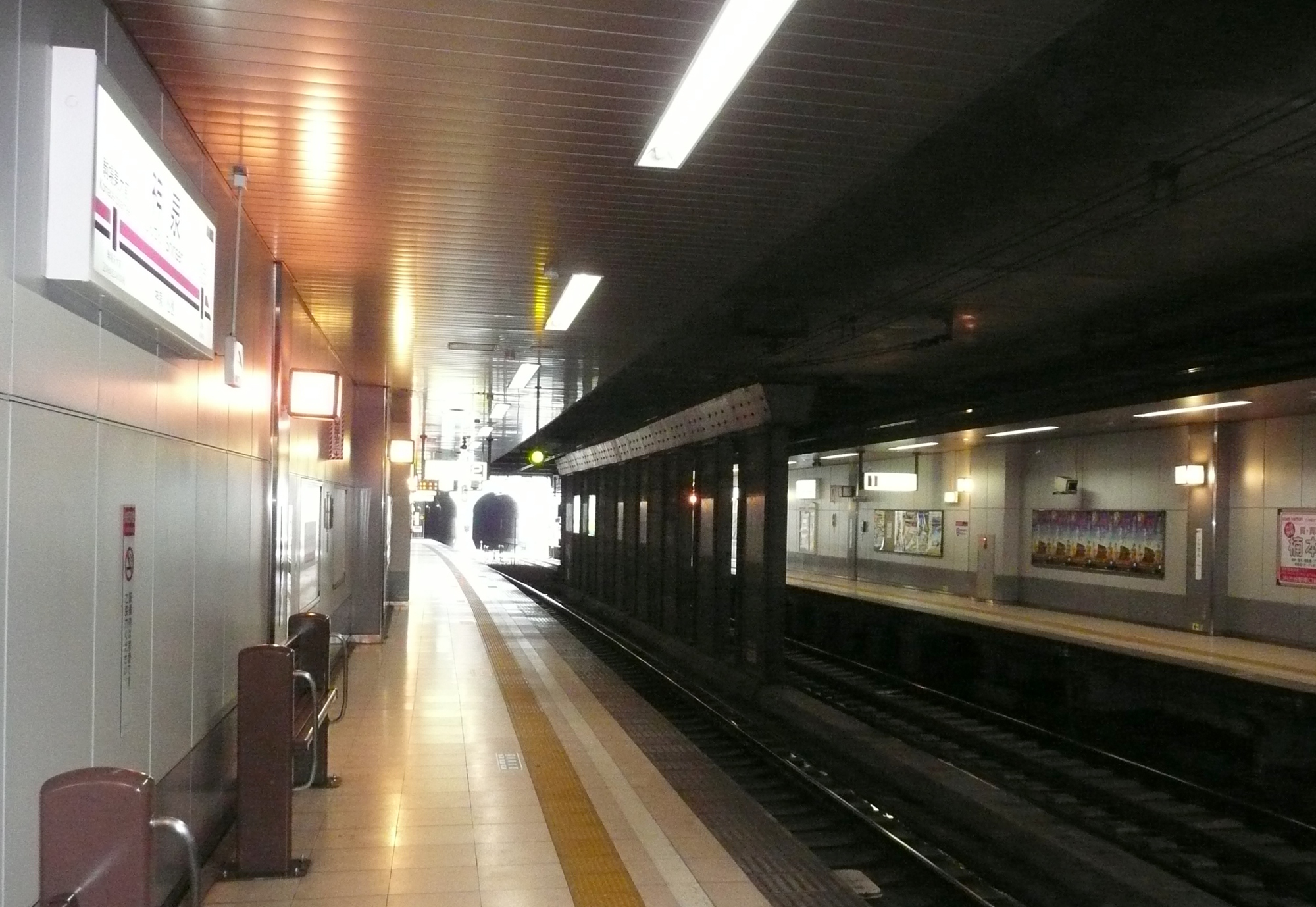
Bahnhof Shinsen

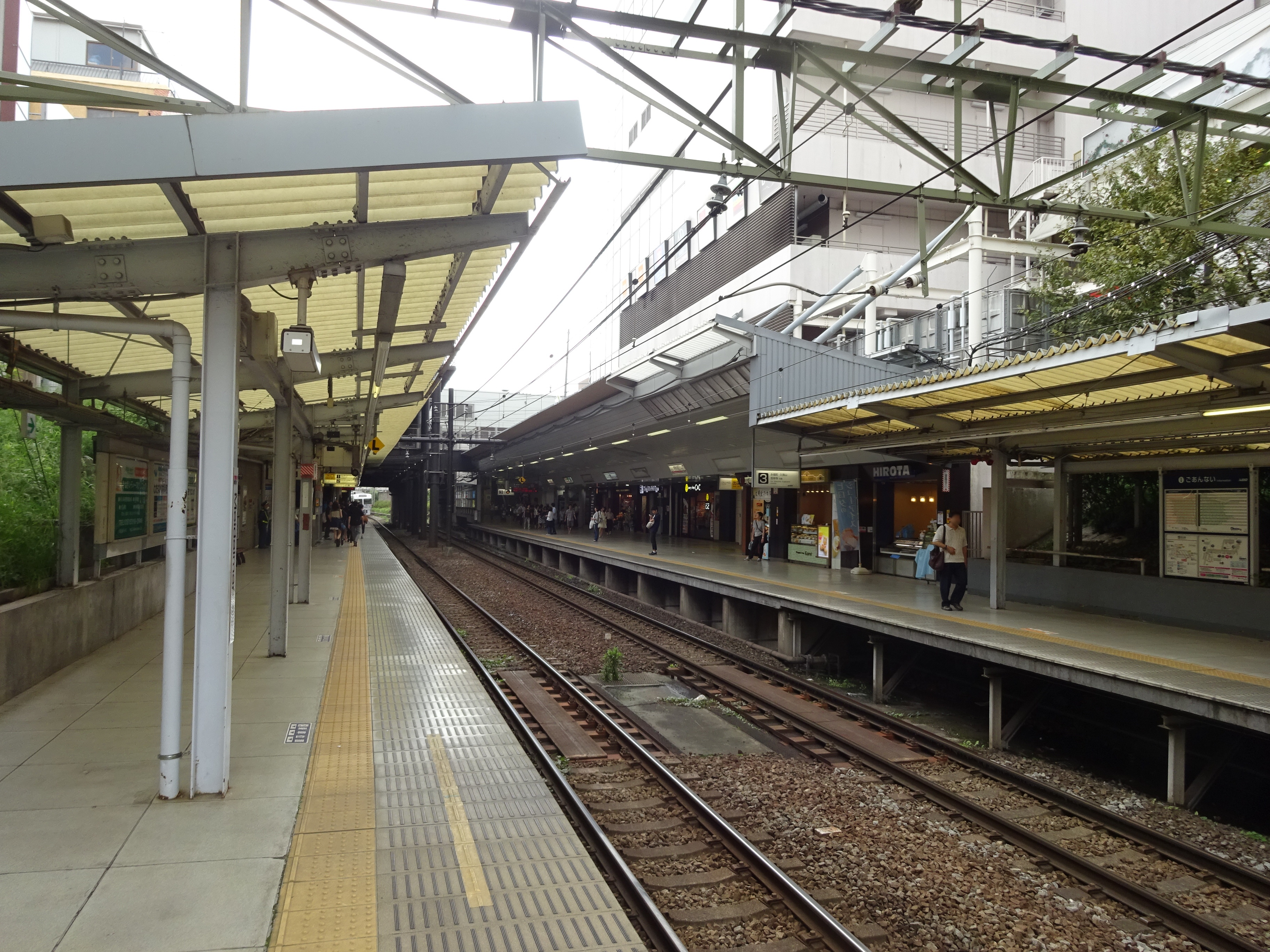
Bahnhof Meidaimae

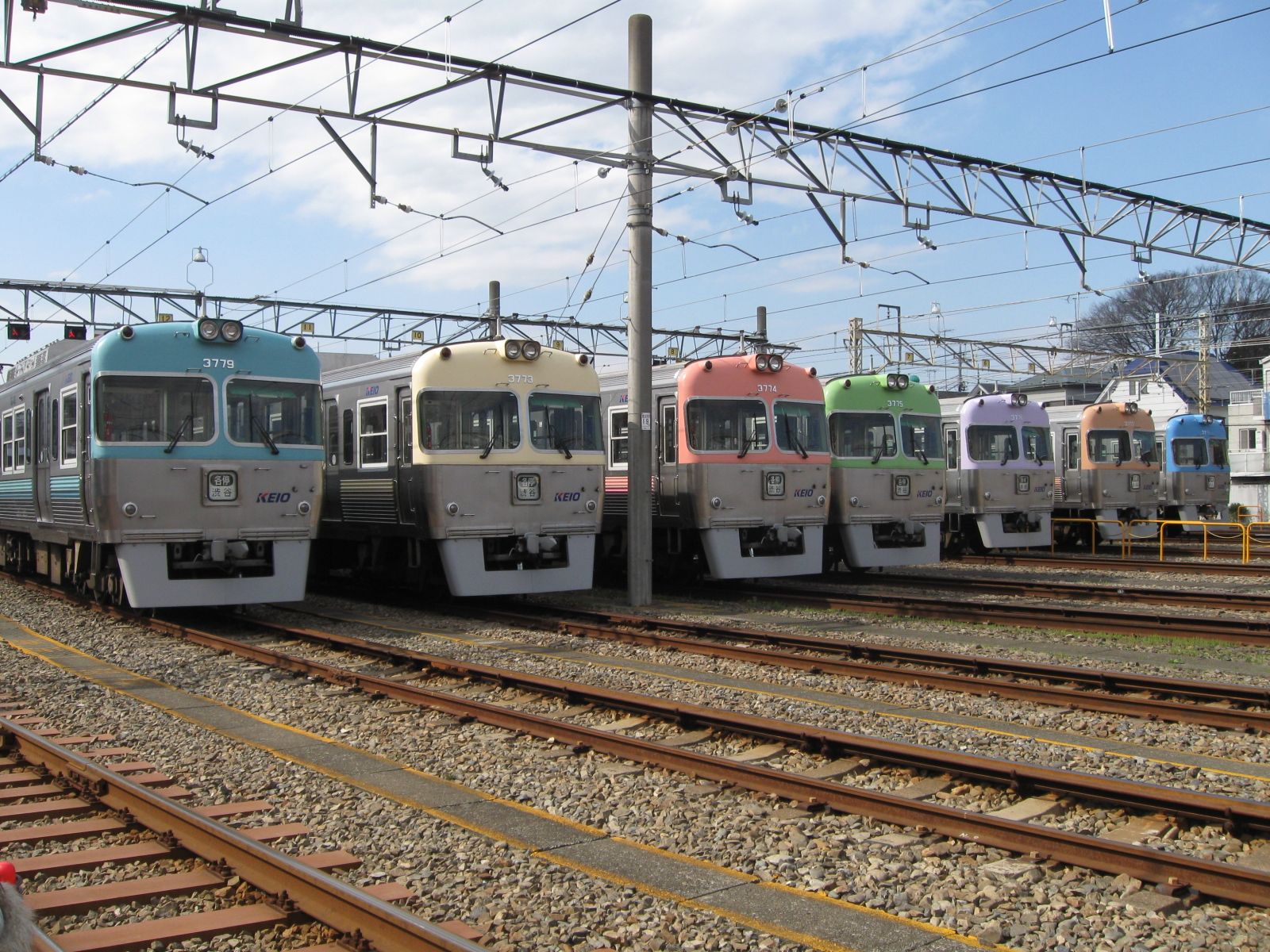
Abstellanlage bei Fujimigaoka

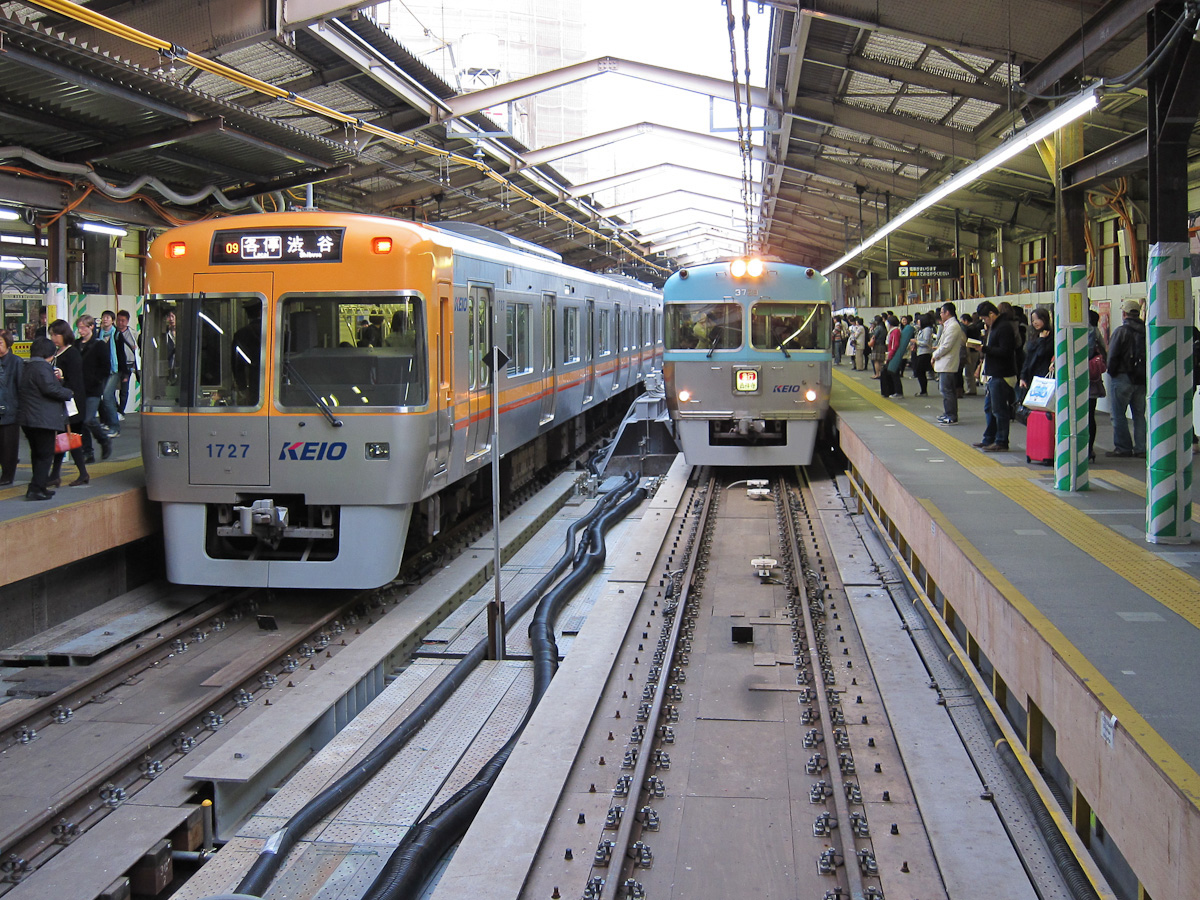
Bahnhof Kichiōji

Im darauf folgenden Monat entstand bei Shindaita die kurze Daita-Verbindungslinie (代田連絡線, Daita-renraku-sen) zum Bahnhof Setagaya-Daita an der Odakyū Odawara-Linie, damit dringend benötigte Wagen von anderen Daitōkyū-Linien zu der vom übrigen Streckennetz isolierten Inokashira-Linie gebracht werden konnten. Die Verbindungslinie war bis 1952 in Betrieb und wurde im Oktober 1953 abgebaut. Zwei Jahre nach Kriegsende beschlossen die Aktionäre am 26. November 1947 an einer außerordentlichen Versammlung, das finanziell angeschlagene Daitōkyū-Konglomerat aufzulösen. So gelangte die Inokashira-Linie am 1. Juni 1948 in den Besitz der Keiō Teito Dentetsu (seit 1998 Keiō Dentetsu genannt). 1970 wurde die zwischenzeitlich instandgesetzte Betriebswerkstatt Eifukuchō geschlossen und durch einen Neubau bei Fujimigaoka ersetzt. Schnellzüge nahmen ihren Betrieb am 15. Dezember 1971 auf.

## Liste der Bahnhöfe
| Name | Name                         | km   | Anschlusslinien | Lage   | Ort             |
| ---- | ---------------------------- | ---- | --- | ------ | --------------- |
| IN01 | Shibuya (渋谷)               | 00,0 | Saikyō-Linie Shōnan-Shinjuku-Linie Yamanote-Linie Tōkyū Den’entoshi-Linie Tōkyū Tōyoko-Linie U-Bahn Tokio: Fukutoshin-Linie Ginza-Linie Hanzōmon-Linie | Koord. | Shibuya, Tokio  |
| IN02 | Shinsen (神泉)               | 00,5 | | Koord. | Shibuya, Tokio  |
| IN03 | Komaba-Tōdaimae (駒場東大前) | 01,4 | | Koord. | Meguro, Tokio   |
| IN04 | Ikenoue (池ノ上)             | 02,4 | | Koord. | Setagaya, Tokio |
| IN05 | Shimo-Kitazawa (下北沢)      | 03,0 | Odakyū Odawara-Linie | Koord. | Setagaya, Tokio |
| IN06 | Shindaita (新代田)           | 03,5 | | Koord. | Setagaya, Tokio |
| IN07 | Higashi-Matsubara (東松原)   | 04,0 | | Koord. | Setagaya, Tokio |
| IN08 | Meidaimae (明大前)           | 04,9 | Keiō-Linie | Koord. | Setagaya, Tokio |
| IN09 | Eifukuchō (永福町)           | 06,0 | | Koord. | Suginami, Tokio |
| IN10 | Nishi-Eifuku (西永福)        | 06,7 | | Koord. | Suginami, Tokio |
| IN11 | Hamadayama (浜田山)          | 07,5 | | Koord. | Suginami, Tokio |
| IN12 | Takaido (高井戸)             | 08,7 | | Koord. | Suginami, Tokio |
| IN13 | Fujimigaoka (富士見ヶ丘)     | 09,4 | | Koord. | Suginami, Tokio |
| IN14 | Kugayama (久我山)            | 10,2 | | Koord. | Suginami, Tokio |
| IN15 | Mitakadai (三鷹台)           | 11,2 | | Koord. | Mitaka          |
| IN16 | Inokashira-kōen (井の頭公園) | 12,1 | | Koord. | Mitaka          |
| IN17 | Kichijōji (吉祥寺)           | 12,7 | Chūō-Hauptlinie (Chūō-Schnellbahnlinie) (Chūō-Sōbu-Linie)                                                                                              | Koord. | Musashino       |